# Campeonato Europeo de la UEFA Sub-19 2018
El Campeonato de Europa Sub-19 de la UEFA de 2018 fue la XVII edición del Campeonato de Europa Sub-19, organizado por la UEFA. La fase final se disputó en Finlandia, entre el 16 y el 29 de julio de 2018. El torneo contó con la participación de ocho seleccionados nacionales, entre los que se destacó la presencia de Inglaterra, defensor del título, y sirvió como vía de clasificación a la Copa Mundial de Fútbol Sub-20 de 2019, a desarrollarse en Polonia.
Portugal logró su primer título en la categoría tras superar por 4-3 en una disputada final al seleccionado italiano.

## Organización

### Sedes
Dos estadios ubicados en dos ciudades diferentes fueron designados como sedes del campeonato.
| Vaasa                   | Seinäjoki                       |
| ----------------------- | ------------------------------- |
| Ostrobotnia (UTC+03:00) | Ostrobotnia del Sur (UTC+03:00) |
| Estadio Hietalahti      | Estadio OmaSP                   |
| Capacidad: 6 009        | Capacidad: 6 000                |
|                         |                                 |

### Lista de árbitros
Un total de 6 árbitros, 8 árbitros asistentes y 2 cuartos árbitros fueron designados para la fase final de campeonato.
| Árbitros - Manuel Schüttengruber - Jonathan Lardot - Bartosz Frankowski - Andrew Dallas - Juan Martínez Munuera - Sandro Schärer Cuartos árbitros - Ville Nevalainen - Petri Viljanen | Árbitros asistentes - Damir Lazić - Bojan Zobenica - Daniel Norgaard - Aron Härsing - Bryngeir Valdimarsson - Alexandru Cerei - Joakim Nilsson - Ian Bird |

## Equipos participantes
La Ronda de clasificación comenzó el 3 de octubre y finalizó el 14 de noviembre de 2017. La Ronda Élite se disputó entre el 21 y el 27 de marzo de 2018. Siete selecciones clasificaron para la fase final del torneo, al que Finlandia ya se encontraba calificado automáticamente por ser el país organizador.
El sorteo de la fase final se realizó el 30 de mayo de 2018 en Vaasa, Finlandia.
| Equipos participantes | Equipos participantes | Equipos participantes | Equipos participantes |
| --------------------- | --------------------- | --------------------- | --------------------- |
| Finlandia             | Inglaterra            | Noruega               | Turquía               |
| Francia               | Italia                | Portugal              | Ucrania               |

## Fase de grupos
- Los horarios son correspondientes a la hora local de Finlandia (UTC+3).

### Grupo A
| Pos. | Equipo           | Pts. | PJ | G | E | P | GF | GC | Dif. | Clasificación                |
| ---- | ---------------- | ---- | -- | - | - | - | -- | -- | ---- | ---------------------------- |
| 1    | Italia           | 7    | 3  | 2 | 1 | 0 | 5  | 3  | +2   | Ronda Final y Mundial Sub-20 |
| 2    | Portugal         | 6    | 3  | 2 | 0 | 1 | 8  | 4  | +4   | Ronda Final y Mundial Sub-20 |
| 3    | Noruega          | 4    | 3  | 1 | 1 | 1 | 5  | 6  | −1   | Ronda de Playoff             |
| 4    | Finlandia (H, E) | 0    | 3  | 0 | 0 | 3 | 2  | 7  | −5   |                              |

 Fuente: UEFA
| 16 de julio de 2018 | Noruega      | 1:3 (0:1) | Portugal                            | Estadio Hietalahti, Vaasa          |                                    |
| 15:00 (UTC+3)       | Markovic 82' | Reporte   | Trincão 24' 90+3' · Miguel Luís 41' | Árbitro(s): Manuel Schuettengruber | Árbitro(s): Manuel Schuettengruber |

| 16 de julio de 2018 | Finlandia | 0:1 (0:1) | Italia             | Estadio Hietalahti, Vaasa         |                                   |
| 20:00 (UTC+3)       |           | Reporte   | 43' Nicolò Zaniolo | Árbitro(s): Juan Martínez Munuera | Árbitro(s): Juan Martínez Munuera |

| 19 de julio de 2018 | Finlandia                          | 2:3 (1:1) | Noruega                                      | Estadio OmaSP, Seinäjoki    |                             |
| 17:30 (UTC+3)       | Vertainen 29' (pen.) · Ylätupa 53' | Reporte   | Hauge 11' · Botheim 90' · Borchgrevink 90+2' | Árbitro(s): Jonathan Lardot | Árbitro(s): Jonathan Lardot |

| 19 de julio de 2018 | Portugal                    | 2:3 (0:0) | Italia                                   | Estadio Hietalahti, Vaasa      |                                |
| 19:30 (UTC+3)       | Miguel Luís 69' · Quina 89' | Reporte   | Capone 53' · Scamacca 78' · Frattesi 84' | Árbitro(s): Bartosz Frankowski | Árbitro(s): Bartosz Frankowski |

| 22 de julio de 2018 | Portugal                                             | 3:0 (2:0) | Finlandia | Estadio Hietalahti, Vaasa  |                            |
| 19:30 (UTC+3)       | João Filipe 20' · José Gomes 33' · Mesaque Dju 90+4' | Reporte   |           | Árbitro(s): Sandro Schärer | Árbitro(s): Sandro Schärer |

| 22 de julio de 2018 | Italia   | 1:1 (0:0) | Noruega     | Estadio OmaSP, Seinäjoki  |                           |
| 19:30 (UTC+3)       | Kean 83' | Reporte   | Haaland 62' | Árbitro(s): Andrew Dallas | Árbitro(s): Andrew Dallas |

### Grupo B
| Pos. | Equipo      | Pts. | PJ | G | E | P | GF | GC | Dif. | Clasificación                |
| ---- | ----------- | ---- | -- | - | - | - | -- | -- | ---- | ---------------------------- |
| 1    | Ucrania     | 7    | 3  | 2 | 1 | 0 | 4  | 2  | +2   | Ronda Final y Mundial Sub-20 |
| 2    | Francia     | 6    | 3  | 2 | 0 | 1 | 11 | 2  | +9   | Ronda Final y Mundial Sub-20 |
| 3    | Inglaterra  | 4    | 3  | 1 | 1 | 1 | 4  | 8  | −4   | Ronda de Playoff             |
| 4    | Turquía (E) | 0    | 3  | 0 | 0 | 3 | 2  | 9  | −7   |                              |

 Fuente: UEFA
| 17 de julio de 2018 | Turquía               | 2:3 (1:2) | Inglaterra                                   | Estadio OmaSP, Seinäjoki   |                            |
| 18:30 (UTC+3)       | Yalçın 2' · Güçlü 57' | Reporte   | Tanganga 22' · Brereton 45+2' · Embleton 54' | Árbitro(s): Sandro Schärer | Árbitro(s): Sandro Schärer |

| 17 de julio de 2018 | Francia     | 1:2 (1:1) | Ucrania                        | Estadio Hietalahti, Vaasa |                           |
| 20:30 (UTC+3)       | Guitane 23' | Reporte   | Tsitaishvili 13' · Buletsa 86' | Árbitro(s): Andrew Dallas | Árbitro(s): Andrew Dallas |

| 20 de julio de 2018 | Turquía | 0:5 (0:3) | Francia                                                  | Estadio Hietalahti, Vaasa         |                                   |
| 19:30 (UTC+3)       |         | Reporte   | Guitane 2' · Gouiri 22' 33' · Diaby 58' · Cuisance 90+2' | Árbitro(s): Juan Martinez Munuera | Árbitro(s): Juan Martinez Munuera |

| 20 de julio de 2018 | Ucrania      | 1:1 (1:1) | Inglaterra   | Estadio OmaSP, Seinäjoki           |                                    |
| 17:30 (UTC+3)       | Supriaha 39' | Reporte   | Tavernier 8' | Árbitro(s): Manuel Schuettengruber | Árbitro(s): Manuel Schuettengruber |

| 23 de julio de 2018 | Ucrania    | 1:0 (1:0) | Turquía | Estadio OmaSP, Seinäjoki    |                             |
| 18:30 (UTC+3)       | Buletsa 8' | Reporte   |         | Árbitro(s): Jonathan Lardot | Árbitro(s): Jonathan Lardot |

| 23 de julio de 2018 | Inglaterra | 0:5 (0:2) | Francia                                       | Estadio Hietalahti, Vaasa      |                                |
| 18:30 (UTC+3)       |            | Reporte   | Alioui 28' 56' · Maolida 41' · Gouiri 63' 69' | Árbitro(s): Bartosz Frankowski | Árbitro(s): Bartosz Frankowski |

## Fase de eliminatorias

### Cuadro de desarrollo
|  | Semifinales         | Semifinales     |                         |   | Final | Final |
|  |                     |                 |                         |   |       |       |
|  | 26 de julio – Vaasa |                 |                         |   |       |       |
|  |                     |                 |                         |   |       |       |
|  | Italia              | 2               |                         |   |       |       |
|  | Italia              | 2               | 29 de julio – Seinäjoki |   |       |       |
|  | Francia             | 0               |                         |   |       |       |
|  | Francia             | 0               | Italia                  | 3 |       |       |
|  | 26 de julio – Vaasa |                 | Italia                  | 3 |       |       |
|  |                     | Portugal (t.s.) | 4                       |   |       |       |
|  | Ucrania             | Portugal (t.s.) | 4                       | 0 |       |       |
|  | Ucrania             |                 |                         | 0 |       |       |
|  | Portugal            | 5               |                         |   |       |       |
|  | Portugal            | 5               |                         |   |       |       |

|  | Play-off Mundial Sub-20 de 2019 |   |
|  |                                 |   |
|  | 26 de julio – Seinäjoki         |   |
|  |                                 |   |
|  | Noruega                         | 3 |
|  | Noruega                         | 3 |
|  | Inglaterra                      | 0 |
|  | Inglaterra                      | 0 |

### Play-off clasificatorio a la Copa Mundial de Fútbol Sub-20 de 2019
| 26 de julio de 2018 | Noruega                                | 3:0 (0:0) | Inglaterra | Estadio OmaSP, Seinäjoki       |                                |
| 13:00 (UTC+3)       | Botheim 75' · Markovic 86' · Hauge 89' | Reporte   |            | Árbitro(s): Bartosz Frankowski | Árbitro(s): Bartosz Frankowski |

### Semifinales
| 26 de julio de 2018 | Ucrania | 0:5 (0:5) | Portugal                                                 | Estadio Hietalahti, Vaasa          |                                    |
| 15:00 (UTC+3)       |         | Reporte   | Pedro Correia 2' · João Filipe 19' 21' · Trincão 28' 30' | Árbitro(s): Manuel Schuettengruber | Árbitro(s): Manuel Schuettengruber |

| 26 de julio de 2018 | Italia                | 2:0 (2:0) | Francia | Estadio Hietalahti, Vaasa   |                             |
| 19:00 (UTC+3)       | Capone 27' · Kean 30' | Reporte   |         | Árbitro(s): Jonathan Lardot | Árbitro(s): Jonathan Lardot |

### Final
| 29 de julio de 2018 | Italia                       | 3:4 (2:2, 0:1) (t. s.) | Portugal                                                  | Estadio OmaSP, Seinäjoki          |                                   |
| 19:30 (UTC+3)       | Kean 75' 76' · Scamacca 107' | Reporte                | João Filipe 45+1' 104' · Trincão 72' · Pedro Correia 109' | Árbitro(s): Juan Martínez Munuera | Árbitro(s): Juan Martínez Munuera |

|                     |
| Bandera de Portugal |
| Campeón             |
| Portugal            |
| 1.º título          |

## Estadísticas

### Tabla general
| Pos. | Equipo     | Pts | PJ | PG | PE | PP | GF | GC | Dif. | Rend.  |
| ---- | ---------- | --- | -- | -- | -- | -- | -- | -- | ---- | ------ |
| 1    | Portugal   | 12  | 5  | 4  | 0  | 1  | 17 | 7  | 10   | 80%    |
| 2    | Italia     | 10  | 5  | 3  | 1  | 1  | 10 | 7  | 3    | 66,66% |
| 3    | Ucrania    | 7   | 4  | 2  | 1  | 1  | 4  | 7  | -3   | 58,33% |
| 4    | Francia    | 6   | 4  | 2  | 0  | 2  | 11 | 4  | 7    | 50%    |
| 5    | Noruega    | 7   | 4  | 2  | 1  | 1  | 8  | 6  | 2    | 58,33% |
| 6    | Inglaterra | 4   | 4  | 1  | 1  | 2  | 4  | 11 | -7   | 33,33% |
| 7    | Finlandia  | 0   | 3  | 0  | 0  | 3  | 2  | 7  | -5   | 0%     |
| 8    | Turquía    | 0   | 3  | 0  | 0  | 3  | 2  | 9  | -7   | 0%     |

### Goleadores
| Jugador           | Selección | Goles | Asist. | Minutos |
| ----------------- | --------- | ----- | ------ | ------- |
| João Filipe       | Portugal  | 5     | 3      | 384     |
| Francisco Trincão | Portugal  | 5     | 3      | 443     |
| Amine Gouiri      | Francia   | 4     | 0      | 183     |
| Moise Kean        | Italia    | 4     | 0      | 286     |
| Christian Capone  | Italia    | 2     | 1      | 191     |
| Rafik Guitane     | Francia   | 2     | 1      | 254     |
| Miguel Luís       | Portugal  | 2     | 1      | 313     |
| Jens Petter Hauge | Noruega   | 2     | 0      | 107     |
| Pedro Correia     | Portugal  | 2     | 0      | 109     |
| Nabil Alioui      | Francia   | 2     | 0      | 147     |
| Eman Markovic     | Noruega   | 2     | 0      | 177     |
| Erik Botheim      | Noruega   | 2     | 0      | 197     |
| Gianluca Scamacca | Italia    | 2     | 0      | 299     |
| Serhiy Buletsa    | Ucrania   | 2     | 0      | 341     |

### Asistentes
| Jugador                | Selección  | Asist. | Goles | Minutos |
| ---------------------- | ---------- | ------ | ----- | ------- |
| João Filipe            | Portugal   | 3      | 5     | 384     |
| Francisco Trincão      | Portugal   | 3      | 5     | 443     |
| Gianluca Scamacca      | Italia     | 3      | 2     | 299     |
| Moussa Diaby           | Francia    | 3      | 1     | 322     |
| Nicolò Zaniolo         | Italia     | 3      | 1     | 391     |
| Christian Borchgrevink | Noruega    | 2      | 1     | 215     |
| Mickaël Cuisance       | Francia    | 2      | 1     | 270     |
| Heorhii Tsitaishvili   | Ucrania    | 2      | 1     | 285     |
| Elliot Embleton        | Inglaterra | 2      | 1     | 360     |
| Raoul Bellanova        | Italia     | 2      | 0     | 294     |

## Clasificados a la Copa Mundial de Fútbol Sub-20 de 2019
| Bandera de Polonia | Bandera de Italia | Bandera de Portugal | Bandera de Ucrania | Bandera de Francia | Bandera de Noruega |
| Polonia            | Italia            | Portugal            | Ucrania            | Francia            | Noruega            |
| Anfitrión          | 1.º Grupo A       | 2.º Grupo A         | 1.º Grupo B        | 2.º Grupo B        | Ganador Play-off   |